# Pogăceaua, Mureș
Pogăceaua (maghiară Mezőpagocsa, Pakacsa, Pagocsa, Pakacsatelke, Pagacsatelke) este satul de reședință al comunei cu același nume din județul Mureș, Transilvania, România.

## Istoric
Satul Pogăceaua este atestat documentar din 13 octombrie 1345 cu numele de Pakachatelke în cadrul unui document în care voievodul Transilvaniei Ștefan Lackfi cere capitlului Transilvaniei să își trimită omul de mărturie la moșia Pogăceaua din Comitatul Turda ca să o hotărnicească și să dea cele trei sferturi în stăpânirea lui Ioan, Mihail, Paul și Rof, fiii lui Petru, fiul lui Mihail, fratele lui Rof, care au recuperat-o pe cale judiciară în cadrul congregației de la Turda din data de 6 octombrie 1345 conform moștenirii care le revenea. Moșia era ocupată în mod silnic de către Mihail, Ioan și Ladislau, fiii lui Mihail, fiul lui Semyen, nobili de Tușinu. A patra parte revenea lui Ștefan, fiul lui Valentin, și fratele său, clericul Mihail, notarul capitlului Transilvaniei, ca sfert al fetei cuvenit mamei lor.

## Localizare
Localitatea este situată în zona din interfluviul râului Lechința și a râului Bologa, care se varsă în Pârâul de Câmpie, pe drumul care face legătura între Râciu - Sânpetru de Câmpie.